# Идарское Белогорье

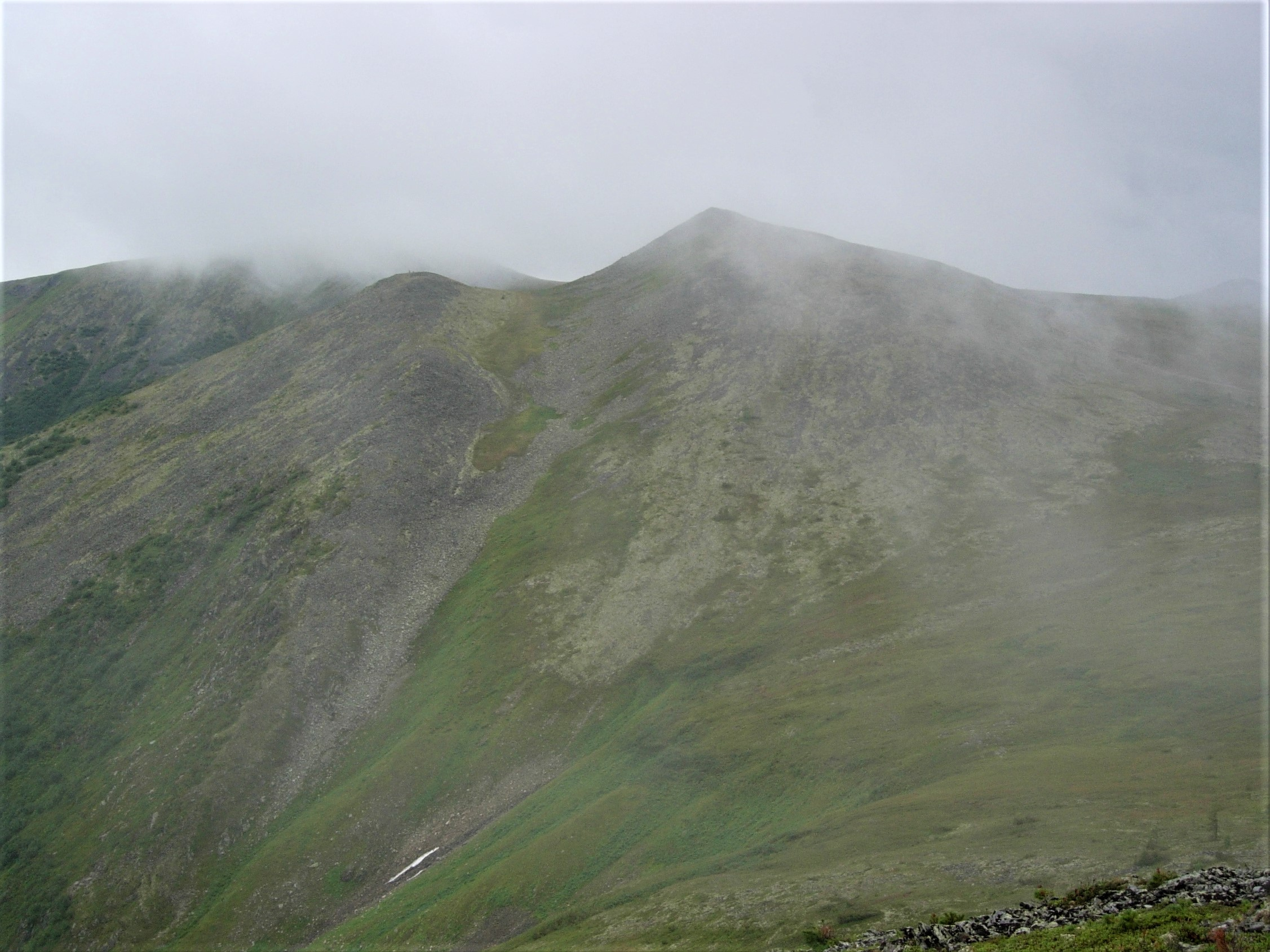
Туманные вершины Идарского Белогорья. Высота около 1600 метров

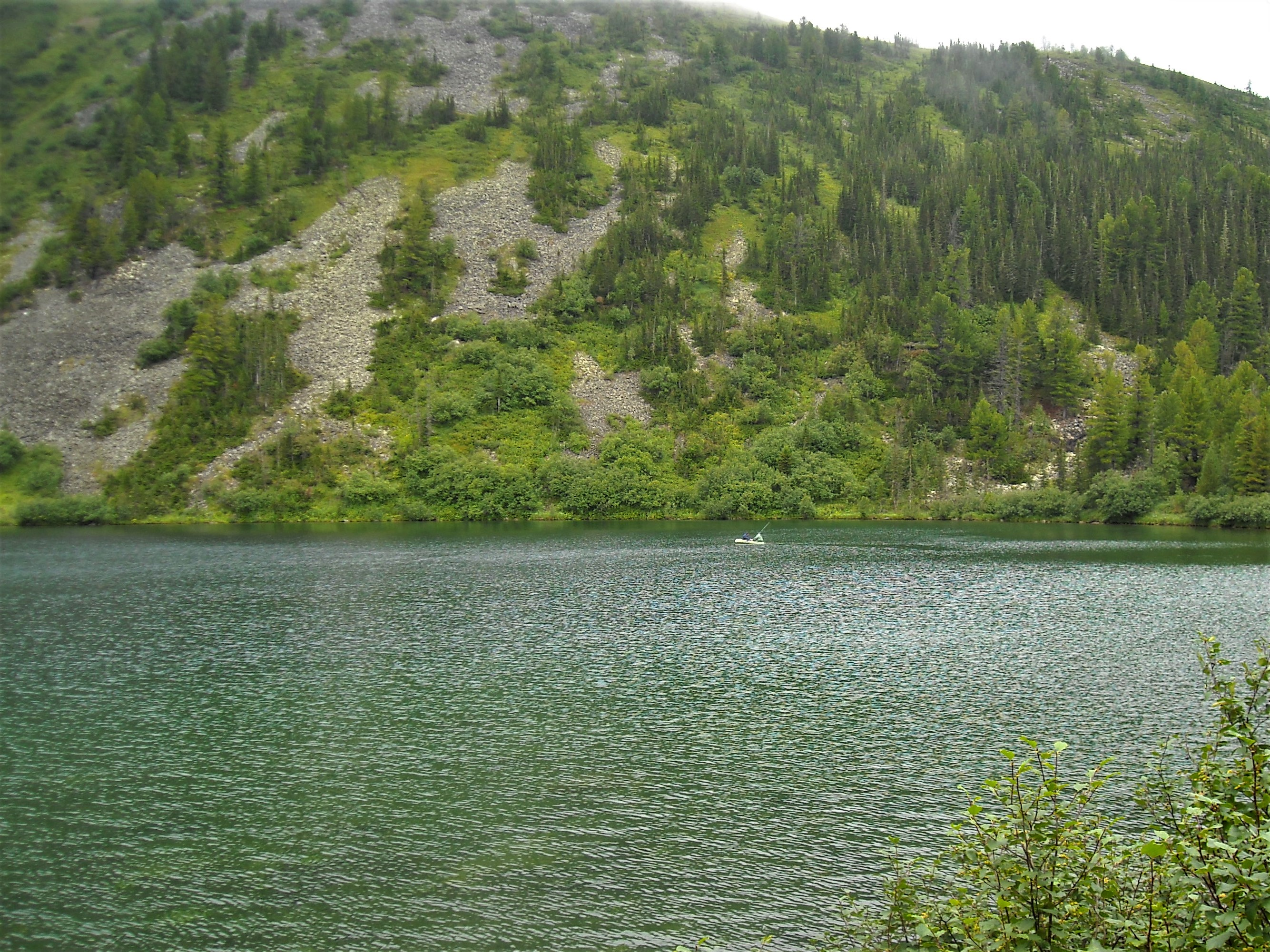
озеро Кусканак

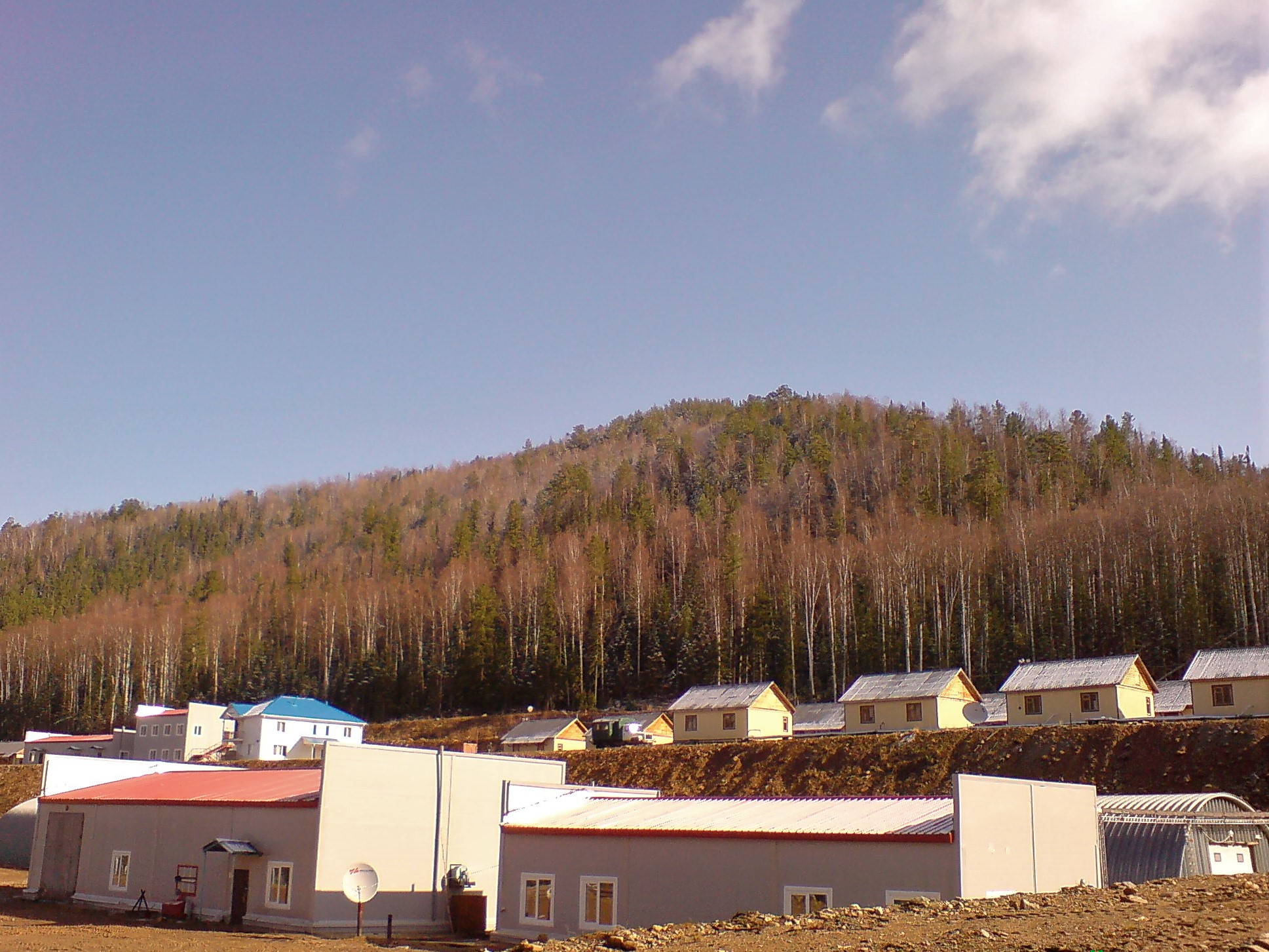
Геологоразведочная база Кингашского месторождения

Ида́рское Белого́рье — горный хребет северного склона Восточного Саяна длиной около 70 км. Находится в Красноярском крае в бассейне реки Кан. На юге хребет примыкает к Тукшинскому Белогорью. Высочайшая точка — безымянная вершина высотой 1698,2 метра.

## Характеристика
Идарское Белогорье представляет собой нагорье северо-западного простирания. За исключением нескольких возвышающихся островерхушечных белогорий продолговатой формы, преобладает среднегорный рельеф с глубокими долинами и плоскими вершинами. Наиболее приподнятый участок хребта расположен в его юго-восточной части, в междуречье Тукши и Кунгуса.
Сложен хребет кристаллическими породами. В межгорных котловинах наблюдаются различные формы аккумулятивного рельефа, сложенные водно-ледниковыми отложениями. Богат хребет и полезными ископаемыми. На территории Идарского белогория находятся крупные месторождения медно-никелевых руд — Кингашское и Верхнекингашское. Кингашский массив включает в себя вкрапленное сульфидное оруденение меди, никеля и кобальта с платиноидами, серебром и золотом. Суммарные запасы этих месторождений по категории С2+С1 составляют около 2 млн.т никеля, 900 тыс.т меди, 75 тыс.т кобальта, 30 т золота и 210 т платины. Имеются перспективы роста прогнозных ресурсов никеля до 3-4 млн.т.

## Флора
Белогорья хребта безлесные, покрыты кустарничковой и мохово-лишайниковой тундрой, чередующейся с обширными каменными россыпями почти без растительности. На остальной части склонов преобладают темнохвойные таёжные елово-кедрово-пихтовые леса. Почва затянута глубоким мхом.

## Фауна
На склонах Идарского Белогорья встречаются такие животные, как белка, волк, заяц, косуля, лисица, марал, медведь и другие. Из птиц наиболее многочисленны кедровка, сойка, дятел. Можно встретить глухоря, клёста, куропатку, щура.

## Гидрография
Реки Идарского белогорья имеют смешанное снегодождевое питание. Вдоль юго-западного склона течет река Кан а также его притоки: Кингаш, Куе, Тукша. Северо-восточный склон питает притоки Кунгуса: Идар, Игиль, Кусканак. Здесь же берет начало и сама река Кунгус. На территории белогорья есть несколько небольших озер. Самое крупное — озеро Кусканак (высота 1260 метров).